# Hylaeus maiellus
Hylaeus maiellus är en biart som beskrevs av Rayment 1935. Hylaeus maiellus ingår i släktet citronbin, och familjen korttungebin. Inga underarter finns listade i Catalogue of Life.

## Bildgalleri

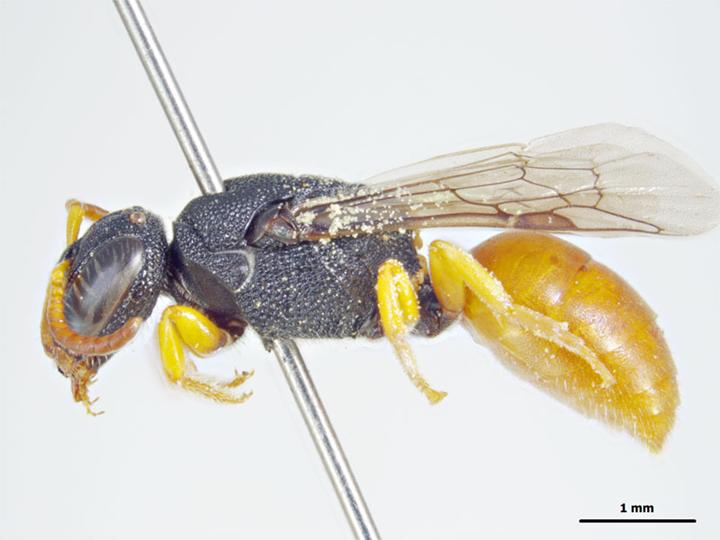
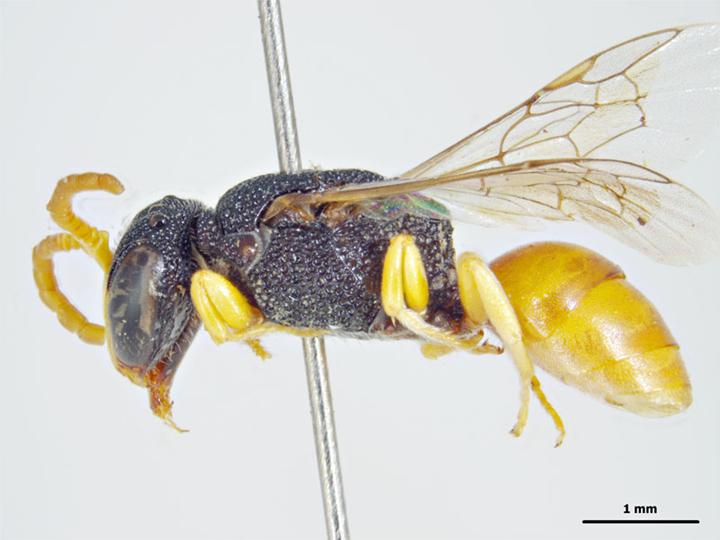